# Історія міст і сіл України

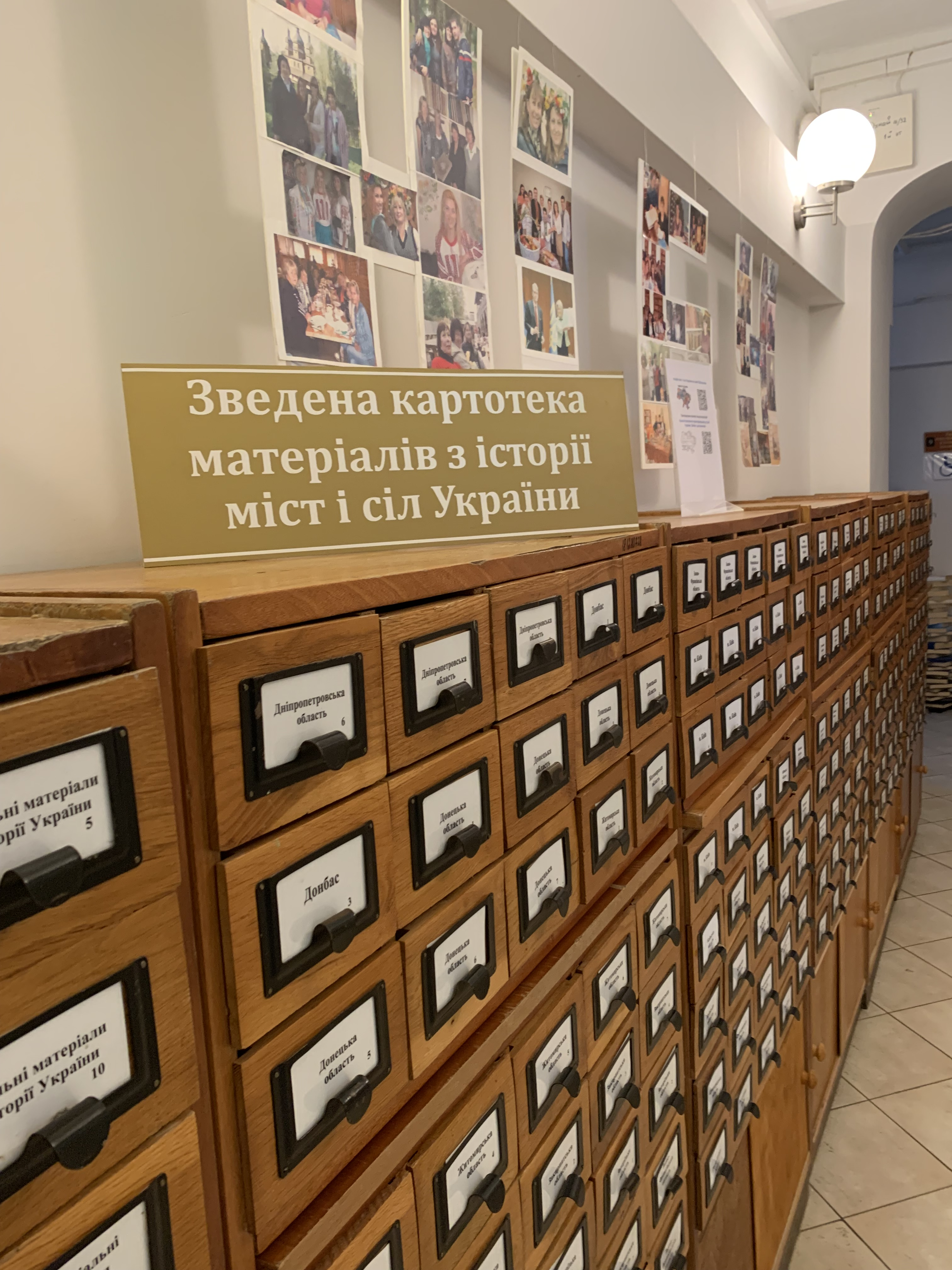
Зведена картотека матеріалів з Історії міст і сіл України в Національній історичній бібліотеці України

Проєкт «Історія міст і сіл України» Національної історичної бібліотеки України (НІБУ) — бібліографічний електронний мультиресурс, який включає:
- Імідж-каталог на основі зведеної Картотеки матеріалів з історії міст і сіл України;
- Інформаційний бібліографічний ресурс «Історія міст і сіл України»;
- Довідкову базу даних (БД) «Адміністративно-територіальний устрій. Зміни і доповнення»;
- БД «Адміністративно-територіальний устрій України. Історичний аспект»;
- БД «Авторитетний файл географічних назв» (у тестовому режимі).

## Історія розвитку
У 1960-х роках Державна історична бібліотека УРСР спільно з Інститутом історії України АН УРСР (Інститут історії України НАН України) забезпечувала
бібліотечно-бібліографічну підготовку енциклопедичного видання Історія міст і сіл Української РСР. У результаті, в бібліотеці була створена «Зведена картотека матеріалів з історії міст і сіл УРСР» (Картотека) , що містила бібліографічні описи друкованих краєзнавчих документів. Після виходу у світ 26-томного видання «Історія міст і сіл Української РСР», Картотека функціонувала як унікальна інформаційно-пошукова система з історії населених пунктів України.

## Про проєкт
У 2011 році Картотеку було заскановано та представлено на сайті НІБУ як Імідж-каталог — у вигляді сканованих карток традиційного бібліотечного каталогу з можливістю пошуку за територіальною ознакою.
У 2012 році НІБУ розпочинає роботу над створенням краєзнавчого електронного ресурсу «Історія міст і сіл України» [Архівовано 31 січня 2022 у Wayback Machine.] (Ресурс) — аналітичної бази даних, метою якої є зосередження інформації, що сприяє краєзнавчим дослідженням, вивченню і популяризації історико-культурної спадщини населених пунктів України. У Ресурсі акумулюються відомості науково-дослідного, прикладного характеру, які розкривають різні історичні дані про конкретний населений пункт (соціально-економічні, культурні, релігійні події, об'єкти історико-культурної спадщини, та природні об'єкти, персоналії видатних осіб, життя яких пов'язане з краєм тощо).
У 2015 році після прийняття ВРУ пакету Законів про Декомунізацію в Україні, виконання яких призвело до значного перейменувань населених пунктів, а також у результаті розпочатої адміністративно-територіальної реформи, фахівцями краєзнавчого сектору науково-методичного відділу НІБУ було прийнято рішення про створення  довідкової БД «Адміністративно-територіальний устрій України. Зміни і доповнення» [Архівовано 1 лютого 2022 у Wayback Machine.]. Основною метою цієї БД є допомога при встановленні назв населених пунктів за сучасним адміністративно-територіальним устроєм України (АТУ України), адже у БД «Історія міст і сіл України» головним пошуковим критерієм визначено географічну рубрику (складову), де вказуються населені пункти за сучасним АТУ України.  
БД «Адміністративно-територіальний устрій України. Зміни і доповнення» відбиває зміни в АТУ України, до якої увійшли офіційні відомості про :
- перейменування та зміна статусу населених пунктів;
- утворення та склад нових районів (згідно з постановою ВРУ «Про утворення та ліквідацію районів» № 807-ІХ від 17.07.20 р.);
- новий адміністративно-територіальний устрій базового рівня (згідно з Розпорядженнями КМУ щодо визначення адміністративно-територіальних центрів та затвердження територій громад областей № 707-730);
- територіальні громади та їхній склад.

БД «Адміністративно-територіальний устрій України. Історичний аспект» (далі БД «АТУ України. Історичний аспект) — містить бібліографічні дані документів про історію змін в адміністративно-територіальному поділі на території сучасної України (доступ до бази даних надається через Електронний каталог НІБУ).
БД «АТУ України. Історичний аспект» формується на основі автоматизованої інформаційно-бібліотечної системи НІБУ шляхом наукової обробки документів з фонду бібліотеки та відображає відомості з:
- офіційних документів;
- наукових видань;
- дисертацій;
- картографічних видань;
- образотворчих видань;
- статистичних матеріалів;
- довідкових видань, які стосуються історії адміністративно-територіального поділу України, її історичних земель та адміністративних одиниць.

Метою створення БД є акумулювання бібліографічних документів з історії адміністративно-територіального поділу сучасної України від давніх часів до сьогодення, забезпечення оперативного пошуку інформації про наявні документи з фонду НІБУ, задоволення інформаційних потреб суспільства необхідних для наукової, практичної, навчальної чи іншої діяльності.
БД «Авторитетний файл географічних назв населених пунктів України» НІБУ (функціонує в тестовому режимі) — організований масив авторитетних записів на назви населених пунктів України, який містить відомості як про офіційні сучасні, так і про встановлені історичні назви, адміністративне підпорядкування та коротку довідкову інформацію про населені пункти.